# Sju vackra flickor i en ring
Sju vackra flickor i en ring eller Sju vackra gossar i en ring är en gammal folkvisa till vilken det dansas såväl kring julgran som midsommarstång. Den går ut på att man börjar med allmän ringdans där pojkar och flickor går samman två och två i pardans. 

## Publikation
- Julens önskesångbok, 1997, under rubriken "Sju vackra flickor i en ring", angiven som "Folkvisa"
- Barnens svenska sångbok, 1999, under rubriken "Sång med lek och dans".

## Inspelningar
En tidig inspelning gjordes i New York den 5 december 1913 av Prince's Band på engelska som "Seven Pretty Girls", och gavs ut på skiva 1914. Nils Grevillius gjorde en tidig inspelning på svenska den 3 september 1929, som en del i ett julpotpurri som utkom på skiva inför julen samma år. Sången finns också inspelad med Sten & Stanley från julalbumet En god och glad jul från 1986.